# ملیندا پلامن
ملیندا اِن پلامِن (انگلیسی: Melinda Ann Plowman زادهٔ ۱۳ مِی ۱۹۴۱)، معروف به ملیندا اِن کِیسی و ملیندا کِیسی، بازیگر و دستیار کارگردان آمریکایی است. او بازیگری را از ۶ سالگی آغاز کرد و در دههٔ ۱۹۶۰ در فیلمهای سینمایی و اپیزودهای تلویزیونی ظاهر شد. در دههٔ ۱۹۷۰، او به عضویت انجمن صنفی کارگردانان آمریکا درآمد و تا دههٔ ۱۹۹۰ به عنوان دستیار کارگردان مشغول به کار بود.

## سالهای آغازین زندگی
ملیندا اِن پلامن در ۱۳ می ۱۹۴۱ در ابیلین در ایالت تگزاس زاده شد. پدر و مادرش، هُمِر لی پلامن و لُرا فرانسیس اسلادِر، در سال ۱۹۳۴ در ابیلن، با هم آشنا شده و ازدواج کرده بودند. او یک خواهر کوچکتر دارد. جشن تولد دو سالگی او، به میزبانی مادر و مادربزرگش در Abilene Reporter-News گزارش شد.
خانوادهٔ او در سال ۱۹۴۲ به لس آنجلس نقل مکان کردند و ملیندا را در ۳ سالگی در یک مدرسهٔ رقص ثبت نام کردند. او در سن ۶ سالگی در همان مدرسهٔ رقص، برای بازی در نقش کوچکی در فیلم زنان کوچک ساخته شده در ۱۹۴۹ برگزیده شد.

## پیشه

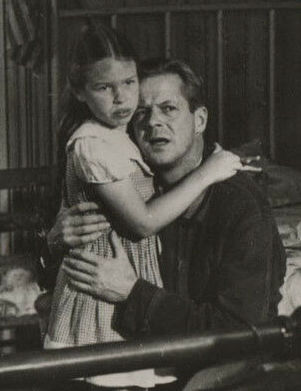
Plowman with Dan Duryea in Chicago Calling (1951)

### بازیگری
پلامن در دههٔ ۱۹۵۰ در فیلمهای هالیوودی بازی می‌کرد اما فعالیت اصلی وی در تلویزیون بود. او در ۷ قسمت از NBC Matinee Theater و همچنین بخشهایی از Ford Theatre و The Loretta Young Show و The Mickey Mouse Club بازی کرد. او یکی از تفنگداران اصلی در The Mickey Mouse Club بود. 
والدین او ترجیح دادند که او یک بازیگر آزاد باشد تا یک بازیگر استدیویی قراردادی. مادرش او را در صحنهٔ فیلمبرداری همراهی می‌کرد و در هنگامی که کار نمی‌کرد، پلامن در یک مدرسهٔ ابتدایی عمومی و بعداً در دبیرستان سن مارینو در سن مارینوی کالیفرنیا تحصیل می‌کرد. در طول فیلمبرداری، او یک معلم خصوصی در صحنهٔ فیلمبرداری داشت.
پلامن نخستین نقش اصلی خود را در سن ۲۵ سالگی در فیلم ترسناک Billy the Kid Versus Dracula ساختهٔ ۱۹۶۶ بازی کرد.

### کارگردانی
در دههٔ ۱۹۷۰، او به انجمن صنفی کارگردانان آمریکا پیوست و با نام ملیندا ان کیسی در فهرست دستیار کارگردان‌ها قرار گرفت. او کار در فیلمسازی را تا دههٔ ۱۹۹۰ ادامه داد.

## زندگی شخصی
پلامن در اوت ۱۹۶۷ با فیل کیسی که یک هماهنگ‌کنندهٔ با هوش بود در لاس وگاس ازدواج کرد. آنها یک پسر داشتند. بعداً پلامن با رابرت بَلو ازدواج کرد که از او یک دختر دارد. در سال ۱۹۷۱، والدین او دوباره به فورت ورث نقل مکان کردند. او در ویکتوریا، بریتیش کلمبیا زندگی می‌کند.

## فیلم‌شناسی (به عنوان بازیگر)
| سال    | عنوان                     | نقش              | یادداشت               |
| ------ | ------------------------- | ---------------- | --------------------- |
| ۱۹۴۹   | زنان کوچک                 | دختر             | اعتبار نیافته         |
| ۱۹۴۹   | امور تعطیلات              | دختر             |                       |
| ۱۹۴۹   | ما و پا کتل               | سوزی کتری        |                       |
| ۱۹۵۰   | سه خانه آمدند             | دختر انگلیسی     |                       |
| ۱۹۵۰   | آسمان آبی من              | دختر پرینگل      |                       |
| ۱۹۵۰   | باز هم پیشگامان           | ربکا اشبی        | با نام ملیندا پلامن   |
| ۱۹۵۱   | داستان شهر خانگی          | کیتی واشبرن      |                       |
| ۱۹۵۱   | تماس شیکاگو               | نانسی کانن       |                       |
| ۱۹۵۲   | حقه‌بازی                   | دختر کوچک        |                       |
| ۱۹۵۲   | کری                       | دختر کوچک        |                       |
| ۱۹۵۳   | بسته قطار                 | جودی             |                       |
| ۱۹۵۶   | Wiretapper                |                  |                       |
| ۱۹۵۷   | بلوند چشم سبز             | بتسی هابیل       | با نام لیندا پلامن    |
| ۱۹۶۶   | بیلی بچه در مقابل دراکولا | بتی بنتلی        |                       |
| ۱۹۷۶   | دختران خیابانی            | آدل              | با نام لیندا رینُلدز   |
| ۱۹۸۲   | اشتباه درست است           | کارمند اخبار WTN | با نام ملیندا ان کیسی |
| منابع: |                           |                  |                       |